# Thermiotischer Balos
Der thermiotischer Balos oder Ballos (griechisch θερμιώτικος μπάλος oder μπάλος της Κύθνου) ist ein griechischer Volkstanz von Kythnos. Er wird sowohl von Männern als auch von Frauen getanzt. Er zeichnet sich dadurch aus, dass er anders getanzt wird als auf den übrigen griechischen Inseln. Es ist bekannt für die mehrfachen Umdrehungen des Paares, die so genannten „Voltes“ oder „Furles“.

## Beschreibung
Balos ist ein wesentlicher Bestandteil der Musik- und Tanztradition von Kythnos. Er wird vor allem bei Festen und Veranstaltungen der Kythnier getanzt. Bei einem klassischen Kythnos-Fest folgt er auf den „Sirto“-Tanz. Er ist ein intensiver Paartanz, der aus drei Phasen besteht. Die Tänzer (Männer und Frauen) drehen sich kontinuierlich Rücken an Rücken um ihre eigene Achse und gleichzeitig mit ihrem Partner, wobei sie sich an den Händen halten.
Er gilt als anspruchsvoller Tanz, dessen Besonderheit von bedeutenden griechischen Musikwissenschaftlern und Choreographen, darunter Dora Stratou und Domna Samiou, unterstrichen wurde.